# Sac

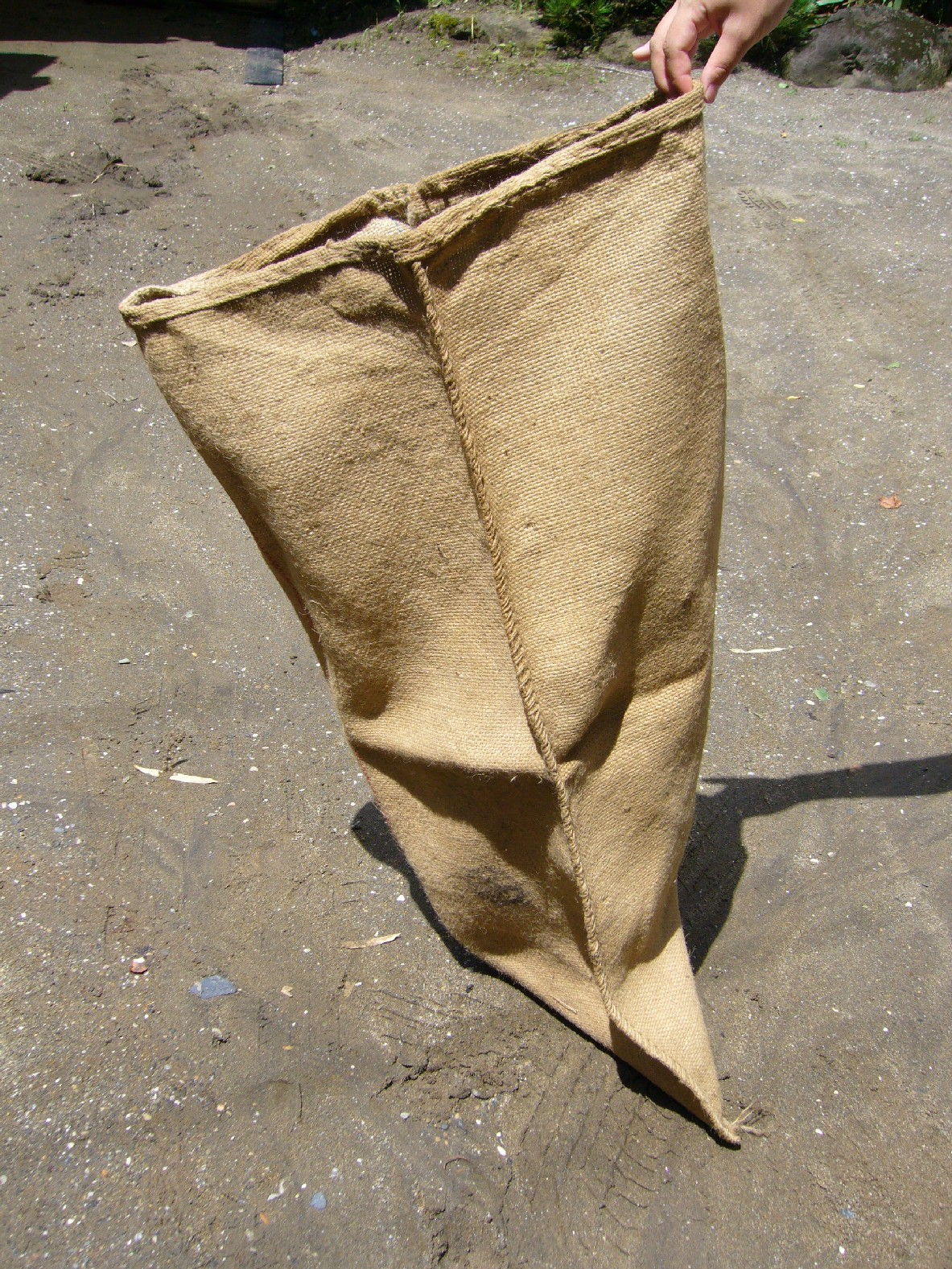
Sac din fibre naturale

Un sac (din latină saccus) este un obiect (o pungă ieftină), realizat în mod tradițional din iută, cânepă sau alte fibre naturale. Versiunile moderne ale acestor saci sunt adesea realizate din țesături sintetice, cum ar fi polipropilena, sau din hârtie rezistentă. Sunt folosiți la păstrarea și la transportarea unor produse.
Sacii reutilizabili, care au capacitatea de aproximativ 50 de kilograme,  au fost folosiți în mod tradițional și continuă să fie, într-o oarecare măsură, pentru transportul cerealelor, cartofilor și a altor produse agricole, respectiv pentru depozitarea lor.